# 沃尔夫溪陨石坑
沃尔夫溪陨石坑（英語：Wolfe Creek Crater）是位於西澳大利亞州一個保存完好的隕石坑。該隕石坑可經由塔納米路到達，位於市鎮霍爾斯溪南方150公里，是沃尔夫溪陨石坑国家公园的中心。部分人士宣稱沃尔夫溪陨石坑是地球上至今「第二明顯」（相對地較少因為侵蝕而變形）的隕石坑，僅次於美國亞利桑那州巴林傑隕石坑。

## 概要
沃尔夫溪陨石坑的平均直徑為875公尺，並且從坑環頂到現在的坑底高度差為60公尺。形成它的隕石重量大約是5萬公噸。它的年齡估計少於30萬年，形成於更新世。在隕石坑邊緣發現了少量鐵隕石，以及由氧化鐵構成，稱為「頁岩球」的圓形球體，有的重達250公斤。
沃尔夫溪陨石坑於1947年的一次航空調查中被發現，並受到科學界注意。航空發現後兩個月科學家首次對當地進行地面調查，並於1949年出版調查報告。該隕石坑的歐洲式名稱來自於附近的溪流，而該溪流是以掏金熱時期霍爾斯溪的一位採礦者、店主羅伯特·沃爾夫（Robert Wolfe）命名（較早期的報告常錯誤的拼寫為 Wolf Creek）。

## 對澳洲原住民的意義
沃尔夫溪陨石坑附近，澳大利亚原住民中的 Jaru （或稱為 Djaru）部落稱該隕石坑是 Kandimalal。並且在該部落神話中有數個隕石坑形成的故事。其中一個描述該隕石坑為圓形的神話故事是一隻彩虹蛇從沃尔夫溪陨石坑處竄出地球，而附近另一隻蛇則使斯特爾特溪形成。另一個神話故事則是在某日新月和黃昏之星非常靠近，使黃昏之星變得非常熱而落到地面，產生極大的爆炸和閃光伴隨塵埃雲。這使當地的居民相當害怕，過了很久才敢站在隕石坑附近觀察發生了什麼事。當他們最後到達該地時了解他們到了黃昏之星落到地球的位置。Jaru 部落的人因此稱呼沃尔夫溪陨石坑「Kandimalal」，並且對該部落而言當地在文化藝術上是相當重要的。

## 文化作品中的沃尔夫溪陨石坑
2005年的恐怖電影《狼溪》、澳洲作家亞瑟·阿普菲德於1962年出版的小說《The Will of the Tribe》以沃尔夫溪陨石坑為背景。

## 外部連結

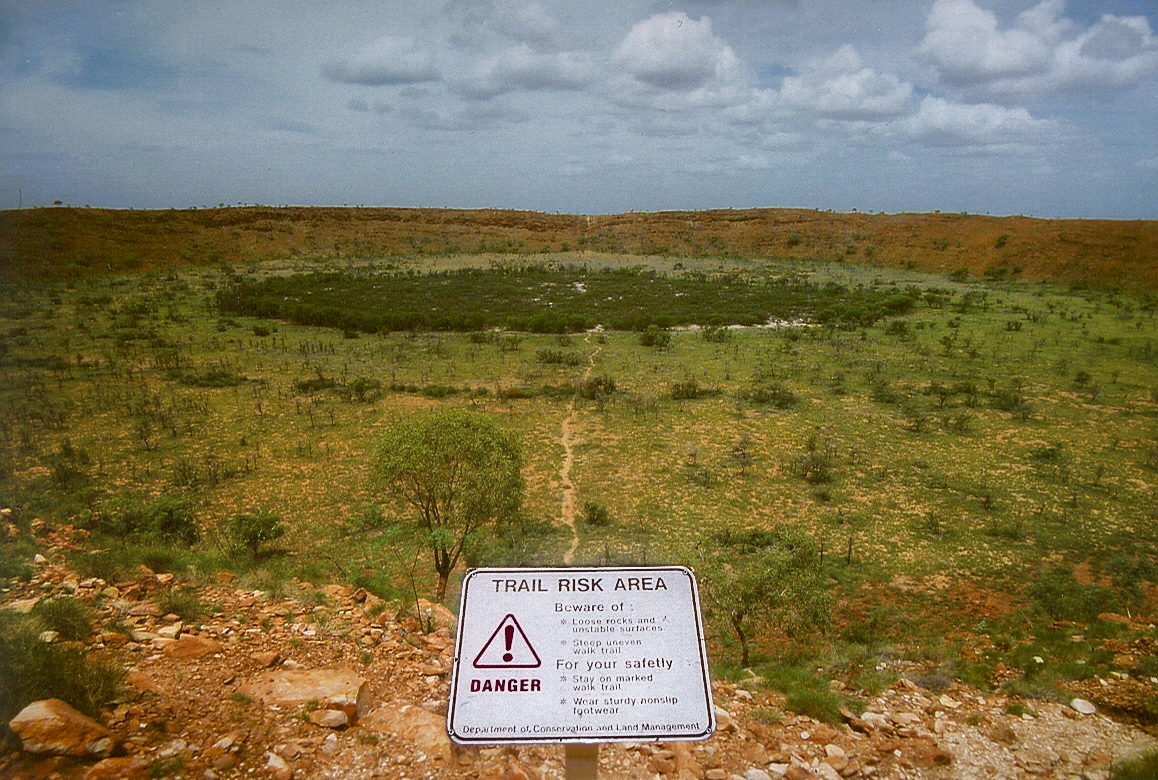
沃尔夫溪陨石坑

- Wolfe Creek Meteorite Crater, Heart of Kimberley
- COSMOS Magazine （页面存档备份，存于）

19°10′18″S 127°47′44″E / 19.17167°S 127.79556°E